# トーマスのテーマ
『トーマスのテーマ』（原題:	Thomas Theme、Thomas The Tank Engine Theme）は、1984年に発表された楽曲。イギリスの子ども向けテレビ番組『きかんしゃトーマス』の主人公であるトーマスのテーマ曲で、第1シリーズから第7シリーズ（1984年～2003年）まで同番組のメインテーマとして使われた。作曲はマイク・オドネルとジュニア・キャンベル。『きかんしゃトーマスのテーマ』表記も多い。
歌詞が付けられたものや、編曲の差異などで公式に複数の音源が存在する。本項目では、オープニングなどで使用されたインストゥルメンタルのオリジナル音源を中心に記述する。

## 制作経緯・発表
1982年、作曲者の一人であるマイク・オドネルは音楽家として活動すると共に、元ビートルズのメンバーであるリンゴ・スターがイギリスバークシャー州のアスコットに所有するレコーディングスタジオの管理人を務めていた。
ある日、海外旅行からスタジオへ戻ったリンゴはマイクに「あるシリーズ番組のナレーターのオファーを受けた。その番組はまだ音楽担当者を見つけていないようだ」と話す。これが『きかんしゃトーマス』であった。この件に興味をもったマイクは、デヴィッド・ミットンのオフィスを経由し番組プロデューサーのブリット・オールクロフトへ直接電話をかける。そこでブリットは、音楽担当は候補が何人かいるが決まっていないこと、主題曲が決まっていないことを明かし「もしアイデアがあるなら、提出する時間はまだある」とマイクに話した。
マイクは電話後、当時近所に住みバンド活動で何度も組んでいたジュニア・キャンベルを誘い、3つのデモ音源を作成してブリットへ送る。その結果、それが採用されたことで2人は同番組の音楽を担当することに決定。この時に作成されたデモ音源の内の1曲が「トーマスのテーマ」となった。

### 制作
作曲の際、既にリンゴがナレーターを務めることを知っていたマイクは「いつか歌詞がつけられ、リンゴがテーマを歌ったり演奏することもあるだろう」と考え、それを念頭に置き曲を制作した。そのため、テーマはビートルズの楽曲「ミーン・ミスター・マスタード」をオマージュしている。
使用された楽器は、以下の4つである。
- リンのドラムマシン「LM-1（英語版）」
- ローランドのアナログ・シンセサイザー「Jupiter 6（英語版）」
- ヤマハ・グランドピアノ
- トライアングル

レコーディングは、ロンドンにあるリンゴのスタジオで行われた。グランドピアノもそこにあったものである。

### 発表・使用終了
1984年、『きかんしゃトーマス』放送開始と同時にテーマも発表。視聴層の子どもだけでなく、その親や祖父母まで老若男女から好評を得た。また、編曲の異なるものが劇伴として各シリーズごと作成され使われた。
第3シリーズでは、本曲に補作曲を行い歌詞がつけられたものがリリースされた。
2003年、第7シリーズで番組の権利がヒット・エンターテインメント（以下「ヒット社」）に移行した際に、それまで製作した楽曲の著作権やロイヤルティーをめぐり裁判となった。この裁判で、オリジナル音源の権利はヒット社側にあるとの判決が出ており、後にマイクも自身のSNSなどでその趣の説明をしている。ヒット社の方針による作風の変化やスタッフ一新の影響も受け、マイクとジュニアは本シリーズをもって音楽担当を降板。同時にテーマも使用終了となり、第8シリーズからはエド・ウェルチ作曲の『きかんしゃトーマスのテーマ2』が使われるようになった。
以降はごく稀だが、関連イベントや『きかんしゃトーマス トーマスのはじめて物語』などの作品でアレンジされたものが不定期に使用されている。

## リリース
イギリスなどで、オープニングで使用された約30秒のTVサイズはリリースされている。ただし、VHSソフトのエンドロールやイベントなどで使われたフルサイズに関しては、公式にリリースされたことは一度も無い。日本国内では、TVサイズも含めて一度もリリースされたことがない。
オリジナルのマスターテープ（劇伴を含む）は、すべてヒット社（現:マテル）が保有している。作曲者のマイクはそのバックアップを保管しているものの、契約上の理由から自らリリースすることは不可能である。ただし、ファンの要望を多く受けたマイクは、2020年にセルフカバー音源を発表。他の劇伴のセルフカバーと共にリリースした。

### 収録アルバム
※すべてTVサイズ。イギリス・アメリカ合衆国で発売。
| タイトル                           | 発売日        | 規格              | レーベル            | 品番         | 備考           |
| ---------------------------------- | ------------- | ----------------- | ------------------- | ------------ | -------------- |
| Thomas' Songs & Roundhouse Rhythms | 2001年4月3日  | CD カセットテープ | Kid Rhino           | 081227675721 | N/A            |
| Thomas' Songs & Roundhouse Rhythms | 2008年5月13日 | CD                | Koch Records        | KOC-CD-4477  | 再発売商品     |
| Thomas' Songs & Roundhouse Rhythms | 2020年4月10日 | デジタル配信      | Mattel - Arts Music | N/A          | 再発売商品     |
| Thomas' Train Yard Tracks          | 2002年9月17日 | CD                | Kid Rhino           | R2 78267     | N/A            |
| Thomas' Train Yard Tracks          | 2008年        | CD                | Koch Records        | KOC-CD-4478  | 再発売商品     |
| Thomas' Train Yard Tracks          | 2020年4月10日 | デジタル配信      | Mattel - Arts Music | N/A          | 再発売商品     |
| Happy Birthday, Thomas!            | 2020年5月8日  | デジタル配信      | Mattel - Arts Music | N/A          | ハイレゾで配信 |

## 「きかんしゃトーマスのテーマ」
1992年、本テーマを基に、補作曲を行い歌詞がつけられたものが『きかんしゃトーマスのテーマ』（原題:Thomas' Anthem、イギリスなどではThomas We Love You）としてリリースされた。『きかんしゃトーマス』で初めてミュージック・ビデオが制作された楽曲である。作曲のマイクとジュニアが作詞も担当した。
日本では、1991年12月30日にフジテレビの特別番組『ひらけ!ポンキッキ・スペシャル きかんしゃトーマスとイギリスのたび』内で世界に先駆け初公開された。オリジナルテーマと異なりCDなど多くのメディアで楽曲がリリースされており、日本での「トーマスのテーマ」はこちらを指すことも多い。
日本語版の訳詩は山田ひろし。歌唱は、登場キャラクターの声優によるきかんしゃトーマスオールスターズとトーマス児童合唱団が担当した。

### 収録媒体
※日本のみ記載。映像媒体はミュージック・ビデオを収録。
| タイトル                                           | 発売日        | 規格 | 販売元 レーベル  | 品番       | 備考                     |
| -------------------------------------------------- | ------------- | ---- | ---------------- | ---------- | ------------------------ |
| きかんしゃトーマス オリジナルソング&ストーリーズ   | 1998年8月1日  | VHS  | ポニーキャニオン | PCVC-10712 | 英語版を収録             |
| みんなでうたおうトーマスのうた 1                   | 1999年12月1日 | VHS  | ポニーキャニオン | PCVC-10918 | 日本語版を収録           |
| きかんしゃトーマス オリジナルソングス VOL.1        | 1999年12月1日 | CD   | ポニーキャニオン | PCTG-217   | 日本語版を収録           |
| きかんしゃトーマス オリジナルソング&ストーリーズ 1 | 2004年8月1日  | DVD  | ポニーキャニオン | PCBC-50559 | 英語版・日本語版共に収録 |

## 評価
日本では、転調が多い曲として挙がることが多い。
ロブ・ベシッツァは、本テーマがサンプリングやリミックス、マッシュアップの題材として頻繁に使用されていること述べ、「根底にある曲の複雑なメロディー、ラグタイム、カーニーミュージック、そしてシンプルなドキドキするビートを使ったミックスは相容れないものです」と評している。
アメリカのYouTuberで音楽家のチャールズ・コーネルは、テーマを音楽面から分析し「皮肉などでなく本当に良い曲だ」と評している。
映画『ブレット・トレイン』では、登場人物の一人がトーマスの大ファンという設定だったため、本テーマをアレンジしたBGMを挿入するアイデアがあったという。

## カバー
- まらしぃ[20]（2019年）
- 菊池亮太[21]（2021年）
- Pan Piano（中国語版）[22]（2021年）
- よみぃ[23]（2021年）
- MayTree（英語版）[24]（2022年）